# Золоторожский Вал
У́лица Золоторо́жский Вал — улица в Москве, в районах Лефортово Юго-Восточного округа и Таганский Центрального округа.

## История
Возникла в XIX веке на месте Камер-Коллежского вала. Названа по ручью Золотой Рожок, протекавшему в этом районе. До 1922 года называлась Золоторожский Камер-Коллежский вал. Со второй половины XIX века в районе улицы было развёрнуто железнодорожное и промышленное строительство. В 1883 году на Золоторожском валу был построен завод Гужона (позднее — завод «Серп и молот»).

## Расположение
Расположена между площадями Проломная и Рогожская Застава. Ближе к Рогожской Заставе улица прерывается линией Курского направления Московской железной дороги, вследствие чего разделена на две части. Протяжённость участка у Рогожской Заставы около 200 метров, у Проломной — около 1000 метров. В месте разрыва улицы располагается железнодорожная платформа «Серп и молот».

## Примечательные здания и сооружения

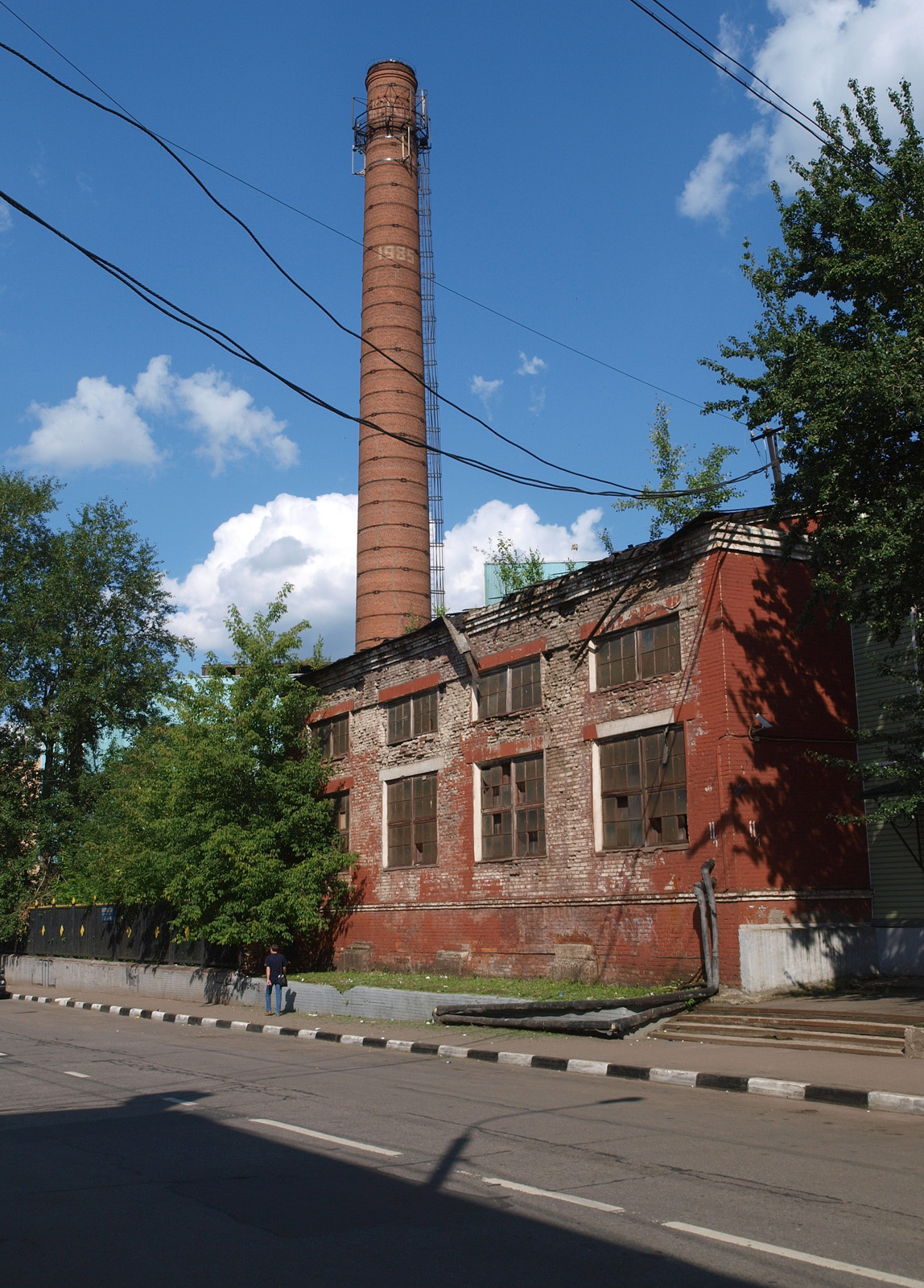
№ 11, завод «Серп и Молот». Старые корпуса завода.

- № 11 стр. 60 — на этом месте до 2019 года находилось здание чаеразвесочной фабрики фирмы Вогау, построенное в начале XIX века. В начале 1930-х годов здание национализировали, позднее оно было включено в состав металлургического завода «Серп и Молот», а фабрику перенесли в другое место. В 2019-м году зданию Мосгорнаследие отказалось присвоить дому статус объекта культурного наследия, в октябре того же года его снесли в рамках программы реновации[3][4][5];
- № 42 — Универмаг Мосторга в Рогожско-Симоновском районе (1928, архитектор В. М. Владимиров). На 2025 г. место, на котором находился универмаг, свободно от застройки.

## Реконструкция
Существует проект связки Золоторожского вала с Шоссе Энтузиастов.